# Каріна Капур
Каріна Капур (гінді करीना कपूर, англ. Kareena Kapoor; нар. 21 вересня 1980, Мумбаї) — індійська кіноакторка.

## Життєпис
Каріна — представниця четвертого покоління одного з найвпливовіших кланів Болівуду — сім'ї Капурів. Вона правнучка Прітхвіраджа Капура, внучка режисера й актора, «короля індійського кіно» Раджа Капура, дочка Рандхіра Капура та акторки Бабіти. Її сестра Карішма Капур також акторка.
З 2007 року має стосунки з Індійським актором Саїфом Алі Кханом.

## Кінокар'єра
Каріна — друга, вслід за рідною сестрою Карішмою, жінка у родині Капурів, яка стала кіноакторкою. Її другий фільм Mujhe Kucch Kehna Hai привів її до успіху та величезним зборам і прославив Каріну.

## Фільмографія
| Рік  |   | Українська назва            | Оригінальна назва        | Роль                           |
| ---- | - | --------------------------- | ------------------------ | ------------------------------ |
| 2000 | ф | Знехтувані                  | Refugee                  | Nazneen Ahmed                  |
| 2001 | ф | Чарівність любові           | Mujhe Kucch Kehna Hai    | Pooja Saxena                   |
| 2001 | ф | Спогади                     | Yaadein                  | Isha Singh Puri                |
| 2001 | ф | Імператор                   | Asoka                    | Kaurwaki                       |
| 2001 | ф | Підступний незнайомець      | Ajnabee                  | Priya Malhotra                 |
| 2001 | ф | І в печалі, і в радості     | Kabhi Khushi Kabhie Gham | Pooja Sharma                   |
| 2002 | ф | Будеш зі мною дружити?      | Mujhse Dosti Karoge!     | Tina Kapoor                    |
| 2002 | ф | Живи для мене               | Jeena Sirf Merre Liye    | Pooja                          |
| 2003 | ф | У пошуках відплати          | Talaash: The Hunt Begins | Tina                           |
| 2003 | ф | Як важко зізнатися в любові | Khushi                   | Khushi Singh                   |
| 2003 | ф | Я божеволію від кохання     | Main Prem Ki Diwani Hoon | Sanjana                        |
| 2003 | ф | Лінія контролю              | LOC: Kargil              | Simran                         |
| 2003 | ф | Нічні одкровення            | Chameli                  | Chameli                        |
| 2004 | ф | На перехресті доль          | Yuva                     | Mira                           |
| 2004 | ф | Наставник                   | Dev                      | Aaliya                         |
| 2004 | ф | Гра в кохання               | Fida                     | Neha Verma                     |
| 2004 | ф | Протистояння                | Aitraaz                  | Priya Saxena                   |
| 2004 | ф | Переполох                   | Hulchul                  | Anjali                         |
| 2005 | ф | Невірна                     | Bewafaa                  | Anjali Sahai                   |
| 2005 | ф | Сумна історія кохання       | Kyon Ki                  | Dr. Tanvi Khurana              |
| 2005 | ф | Друзі назавжди              | Dosti: Friends Forever   | Anjali                         |
| 2006 | ф | Казино Чайна - Таун "36"    | 36 China Town            | Priya                          |
| 2006 | ф | Комедія помилок             | Chup Chup Ke             | Shruti                         |
| 2006 | ф | Омкарі                      | Omkara                   | Dolly Mishra                   |
| 2006 | ф | Дон. Ватажок мафії          | Don                      | Kamini                         |
| 2007 | ф | Коли ми зустрілися          | Jab We Met               | Geet Kaur Dhillon              |
| 2008 | ф | Відчайдушні                 | Tashan                   | Pooja 'Guddiya' Singh          |
| 2008 | ф | Ромео з узбіччя             | Roadside Romeo           | Laila, озвучка                 |
| 2009 | ф | Веселі шахраї повертаються  | Golmaal Returns          | Ekta G. Santoshi               |
| 2009 | ф | Неймовірна любов            | Kambakkht Ishq           | Simrita 'Sim' Rai              |
| 2009 | ф | Містер і місіс Кханна       | Main Aurr Mrs Khanna     | Raina S. Khanna                |
| 2009 | ф | Жертва                      | Kurbaan                  | Avantika Ahuja / Avantika Khan |
| 2009 | ф | 3 ідіоти                    | 3 Idiots                 | Pia V. Sahastrabudhhe          |
| 2010 | ф | Побачимося                  | Milenge Milenge          | Priya                          |
| 2010 | ф | Я люблю тебе, мамо!         | We Are Family            | Shreya                         |
| 2010 | ф | Веселі шахраї 3             | Golmaal 3                | Daboo                          |
| 2011 | ф | Охоронець                   | Bodyguard                | Divya S. Rana                  |
| 2011 | ф | РА. Перший!                 | RA. One                  | Sonia Subramanium              |
| 2011 | ф | Ek Main Aur Ekk Tu          | Tiara                    |                                |
| 2012 | ф | Агент Винод                 | Agent Vinod              | Iram / Tanya                   |
| 2012 | ф | Dhuan                       |                          |                                |
| 2012 | ф | Одного разу в Мумбаї 2      | Once Upon a Time Again   | Mandakini                      |
| 2012 | ф | Heroine                     | Mahee Khanna             |                                |
| 2012 | ф | Виноград                    | Angoor                   | Sudha                          |
| 2013 | ф | Веселі шахраї 4             | Golmaal 4                | Shruti                         |